# Gulbrynad tukanett
Gulbrynad tukanett (Aulacorhynchus huallagae) är en utrotningshotad sydamerikansk fågel i familjen tukaner inom ordningen hackspettartade fåglar som enbart förekommer i norra Peru.

## Utseende och läte
Gulbrynad tukanett är en helgrön liten tukan med en kroppslängd på 37-41 centimeter. Karakteristiskt är ett distinkt gult streck bakom ögat och ett blått bröstband. Näbben är blågrå med en tunn vit linje vid basen och nedanför denna en vit strupe. De mittersta stjärtfjädrarna är kastanjespetsade och de undre stjärttäckarna är gula. Lätet är ett monotont kort, skallrande koah, upprepat var 30:e sekund.

## Utbredning och systematik
Gulbrynad tukanett förekommer enbart lokalt i bergen i norra Peru, dels i La Libertad, dels mycket sällsynt i Río Abiseo nationalpark, San Martín. Den har även nyligen rapporterats från Leymebamba. Fågeln antas också förekomma både längre norrut och söderut, men rätt lite av området mellan Cordillera de Colán (Amazonas) och området Carpish i Huánuco är tillgängligt. Den behandlas som monotypisk, det vill säga att den inte delas in i några underarter.

## Levnadssätt
Gulbrynad tukanett påträffas i fuktiga bergsskogar med mycket epifyter mellan 2000 och 2600 meters höjd, framför allt med inslag av Clusia. Att den bebor ett så smalt band höjdledsmässigt har tidigare förklarats av att den större konkurrerande arten gråbröstad bergstukan (Andigena hypoglauca) förekommer ovan 2300 meter och svartstrupig tukanett (Aulacorhynchus atrogularis) förekommer under 2100 meter. Dock visar ny information att de båda arterna har bredare preferenser och faktiskt förekommer inom spannet för gulbrynad tukanett. Dess begränsade utbredningsområde är således fortfarande ett frågetecken för forskarna.

## Status och hot
Denna art har ett mycket litet utbredningsområde med fynd från endast två lokaler. kokaodlare har tagit över skog där den förekommer, vilket tros ha påverkan på populationen. Internationella naturvårdsunionen IUCN kategoriserar därför arten som starkt hotad (EN). Världspopulationen uppskattas till mellan 600 och 1500 vuxna individer.

## Namn
Fågelns vetenskapliga artnamn syftar på Huallaga, en biflod till Marañónfloden i Peru.